# Henckelia kelantanensis
Henckelia kelantanensis är en tvåhjärtbladig växtart som beskrevs av R. Kiew. Henckelia kelantanensis ingår i släktet Henckelia och familjen Gesneriaceae. Inga underarter finns listade i Catalogue of Life.